# Sequoia (film, 2014)
Pour les articles homonymes, voir Séquoia (homonymie).
Cet article concerne le film d'Andy Landen. Pour le film de Chester M. Franklin et Edwin L. Marin, voir Sequoia.
Sequoia est un film américain réalisé par Andy Landen sorti aux États-Unis le 9 mars 2014.
Écrit par Andrew Rothschild, le film est sélectionné au South by Southwest.

## Synopsis
Le film raconte l'histoire de Riley, une jeune femme de 23 ans, pleine de vie mais atteinte d'un cancer, qui décide de se rendre au parc national de Sequoia, en Californie, avec l'intention d'y mettre fin à ses jours pour éviter la déchéance physique qui l'attend, en décidant elle-même de sa mort. Ses projets suicidaires sont pourtant mis à mal par sa rencontre avec un jeune musicien raté à la vocation missionnaire. 
De leur côté, les membres de sa famille ne cessent de tout faire pour contrecarrer ses plans, mais chacun pour des raisons différentes selon son interprétation de la volonté de suicide de Riley.

## Fiche technique
- Titre original : Sequoia
- Réalisateur : Andy Landen
- Scénariste : Andrew Rothschild
- Producteur : Jessica Latham
- Producteur exécutif : Thomas Agosto
- Musique originale : Mark Noseworthy
- Photographie : Stephen Ringer
- Montage : Franklin Peterson
- Casting : Janelle Scuderi
- Costumes : Elise Velasco

## Distribution
- Alyson Michalka : Riley
- Dustin Milligan : Ogden
- Joey Lauren Adams : Bev
- Lou Diamond Phillips : Collin
- Todd Lowe : Oscar MacGrady
- Demetri Martin : Steve
- Sophi Bairley : Van
- Sean Hood : Dr Morton

## Distinctions

### Nominations et sélections
- South by Southwest 2014